# 原田通

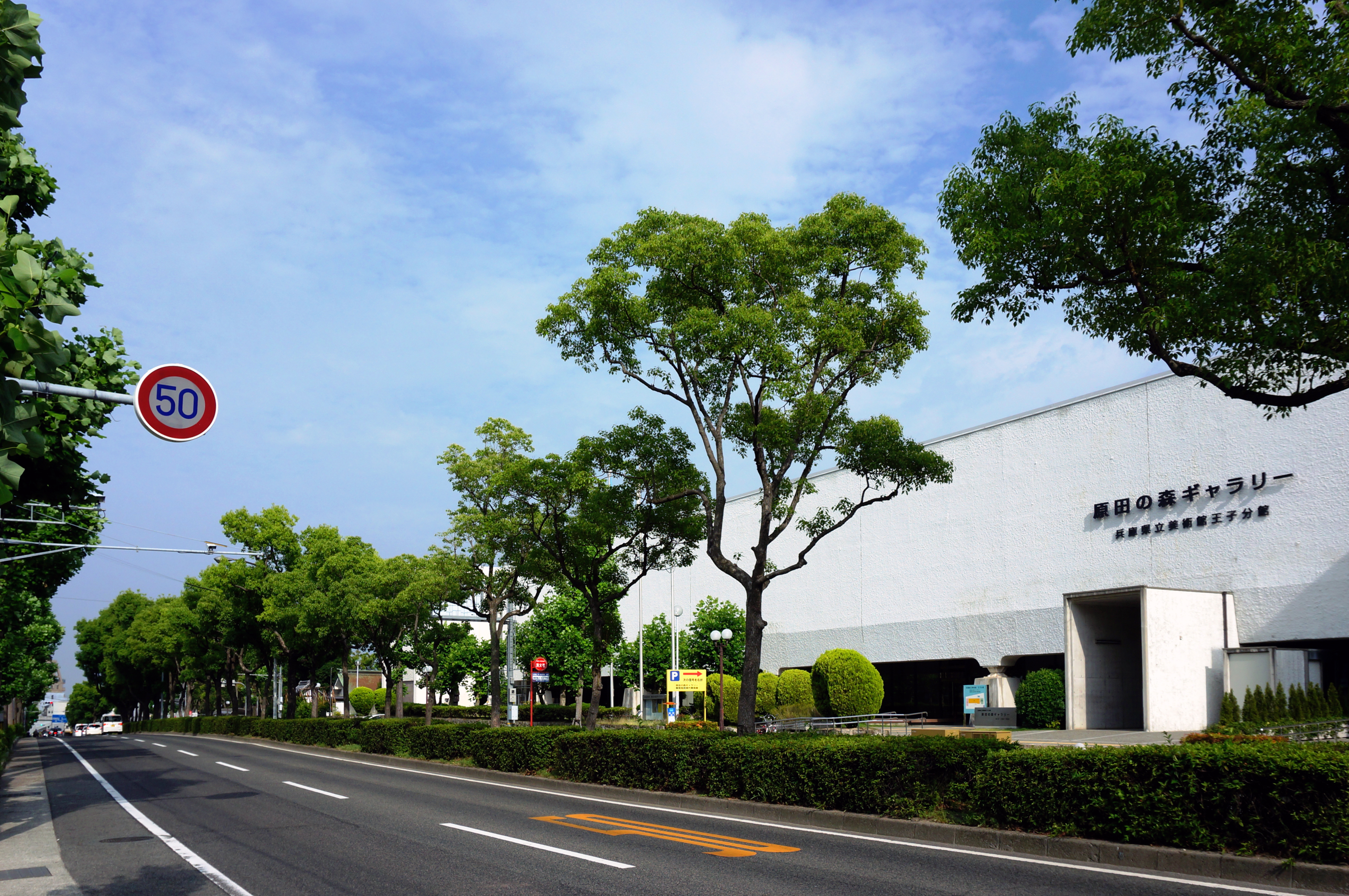
原田通、原田の森ギャラリー前

原田通（はらだどおり）は兵庫県神戸市灘区の町名の一つで、原田字原ノ内・大井手・上川向・西ノ口・六十・宮ノ前から昭和8年（1933年）5月に成立した。郵便番号：657-0837。

## 地理
南東は阪急神戸線を挟み城内通、南は同じく阪急線を挟み灘北通に僅かに接し、西は南から順に中央区の大日通、宮本通、坂口通、北は山手幹線を挟み王子町。区界と山手幹線と阪急神戸線に挟まれて三角形をしている。東部が一丁目、西北部が二丁目、南部が三丁目。

## 歴史
町名は旧・原田村に由来する。この地にある王子神社は元は王子町にあり、高森神社として大市姫命（おおいちひめのみこと）を奉っていたが、合祀を重ねて王子神社となり、昭和25年（1950年）の日本貿易産業博覧会の際に現在地へ移転した。

## 人口統計
令和2年国勢調査（2020年10月1日）における世帯数806、人口1,477で内男性661人・女性816人。

## 地区内の施設
- 兵庫県立美術館 原田の森ギャラリー
- 横尾忠則現代美術館